# Блиньи-сюр-Уш
Блиньи́-сюр-Уш (фр. Bligny-sur-Ouche) — коммуна во Франции, находится в регионе Бургундия. Департамент коммуны — Кот-д’Ор. Входит в состав кантона Блиньи-сюр-Уш. Округ коммуны — Бон.
Код INSEE коммуны — 21087.

## Население
Население коммуны на 2010 год составляло 850 человек.
| 1962 | 1968 | 1975 | 1982 | 1990 | 1999 | 2010 |
| ---- | ---- | ---- | ---- | ---- | ---- | ---- |
| 751  | 750  | 719  | 765  | 745  | 751  | 850  |

## Экономика
В 2010 году среди 492 человек трудоспособного возраста (15—64 лет) 336 были экономически активными, 156 — неактивными (показатель активности — 68,3 %, в 1999 году было 66,8 %). Из 336 активных жителей работали 296 человек (160 мужчин и 136 женщин), безработных было 40 (22 мужчины и 18 женщин). Среди 156 неактивных 33 человека были учениками или студентами, 68 — пенсионерами, 55 были неактивными по другим причинам.